# 籠谷直人
籠谷 直人（かごたに なおと、1959年3月 - ）は、日本の歴史学者。京都大学人文科学研究所教授。専門は日本近代史。経済学博士。

## 人物
京都府京都市出身。1981年大阪市立大学経済学部卒業、1983年一橋大学大学院経済学研究科修士課程修了、1986年一橋大学大学院経済学研究科日本経済史専攻博士課程単位取得退学。
一橋大学経済学部助手、愛知学泉大学経営学部講師、名古屋市立大学経済学部助教授、京都大学人文科学研究所日本部助教授等を経て、2006年から京都大学人文科学研究所人文学研究部教授。
アジア系商人との関わりの観点から近代日本の経済史の研究を行い、岡崎市史、姫路市史などの執筆も行う。

## 著書

### 単著
- 『アジア国際通商秩序と近代日本』（名古屋大学出版会、2000年）

### 共編著
- （秋田茂）『1930年代のアジア国際秩序』（溪水社、2001年）
- （脇村孝平）『帝国とアジア・ネットワーク 長期の19世紀』（世界思想社、2009年）